# 阿爾薩斯-洛林
阿尔萨斯-洛林帝国领（德語：Reichsland Elsaß-Lothringen）是德意志帝国唯一的一個皇帝直辖的行政区划，属于最大一级地区行政单位，由德意志皇帝通过帝国总督直辖。

## 简介
1871年，普魯士王國在普法戰爭勝利後，自法蘭西第二帝國取得阿爾薩斯大部份地區以及洛林的摩泽尔省，以其地設置此直轄領。其中，阿爾薩斯部分位於萊茵河西岸及孚日山脈以東；洛林部分位於孚日山脈以北的摩泽尔河谷上游。阿爾薩斯-洛林帝國直轄領佔據了阿爾薩斯的93%和洛林的26%，而這二個地區的其餘部份仍屬法國；普魯士奪取這兩塊領土除了民族主義的理由之外，更主要的是這些被割走的區塊上有豐富的“鐵”資源以及大量法國鋼鐵工廠，德國工業化較於英法慢了許多，所以對比這些對工業有利的領土是能拿則拿。
在當時的德國，就算是作為統一的主體——普魯士王國也需要靠著容克貴族才能維繫運轉，唯獨阿爾薩斯洛林可直接由皇帝決定其細節政策；德皇威廉二世尤其喜歡此地，為斯特拉斯堡、萨尔格米讷、阿格诺、比奇、尼德布龙莱班、奥贝奈、塞莱斯塔足足七城都建造了豪華的新教堂、商業休閒區、市政廳、紀念廣場、高檔住宅區並將其展示給鄰國法蘭西第三共和國以便炫耀德國統一後的繁榮光景。二戰後，現在除了史特拉斯堡的靠著法國政府的旅遊基金重建以外，其餘六城建築均在二戰中被荒廢。
由於民主思想的廣泛傳播，就算是德意志帝國統治該地區的時候，也充分尊重阿爾薩斯洛林的慣例而採用地方法律。第一次世界大戰後德國戰敗，德國於1918年在法理上失去此地的主權。1919年法國取得此地主權之前，阿爾薩斯-洛林的建制曾被原封不動的保留，稱為阿爾薩斯-摩澤爾，不過僅僅在2年後就被法國拆分成洛林的摩澤爾省、默爾特-摩澤爾省、孚日省和阿爾薩斯的上、下萊茵省。

## 历史
阿尔萨斯在中世纪长期属于德意志神圣罗马帝国。1639年，法蘭西王國占领了大部分的阿尔萨斯，以避免落入西班牙哈布斯堡王朝手中。西班牙希望能清除与西属尼德蘭兰之间的障碍。因此引发了尼德蘭獨立戰爭，它和三十年战争（1618－1648年）以及法西戰爭同步進行。戰爭以西班牙哈布斯堡的失敗以及尼德蘭的獨立而告終。
在被敌国包围，以及匈牙利给予全权处理的情况下，西班牙在1646年将南郡的领地（大部分位于上阿尔萨斯）以120万塔勒的价格卖给已占领该地的法国。因此，当1648年，威斯特伐利亚和约结束三十年战争之后，除了一些城镇维持独立，大部分的阿尔萨斯成为法国领土。条约中认为阿尔萨斯是“拜占庭”且令人困扰。这被认为是蓄意要让法国国王及神圣罗马皇帝都无法完全控制该地，并造成双方对立，让阿尔萨斯能保有某一程度的自治权。支持这论点的人指出，负责编写条文的帝国全权大臣伊萨克·福尔马（Isaac Volmar）是前阿尔萨斯教区秘书长。之后，阿尔萨斯与洛林成为德法之间争议不断的领土。
因为战争造成大量人口伤亡（主要在乡间地区），自1648年至18世纪中期，大量移民前往瑞士、德国、奥地利、洛林、萨伏依和其他地区。1671－1711年，瑞士（特别是伯恩）的再洗礼派难民涌入阿尔萨斯。斯特拉斯堡成为早期再洗礼派运动的主要中心。

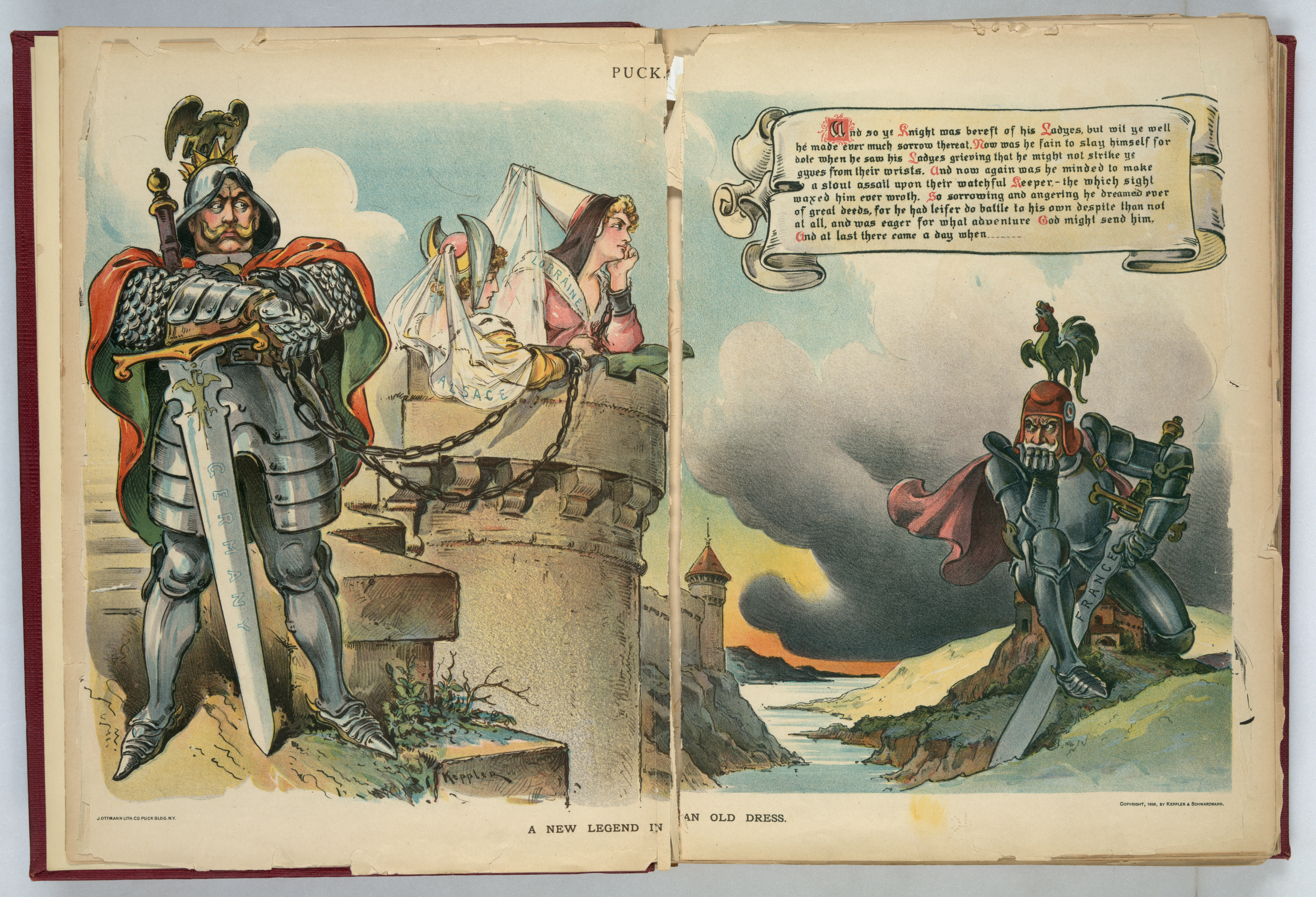

1679年的《尼美根條約》巩固了法国的控制权。法国在1681年占领斯特拉斯堡，1688年开始，法军因“烧毁普法尔茨！”（Brûlez le Palatinat!）政策开始入侵南德。1697年结束大同盟战争的《雷斯威克條約》再度巩固这次的领土变更。然而阿尔萨斯在法国是个特别的存在。当地政府、学校、教育依然使用德文，德意志（路德教派）的斯特拉斯堡大学持续接收德国学生。禁止法国新教的《枫丹白露敕令》不在阿尔萨斯实行。虽然法国政府大力宣扬天主教，并在1681年要求路德教派的斯特拉斯堡座堂必须交给天主教，但阿尔萨斯与法国其他地区不同的是，当地对于宗教较为宽容。阿尔萨斯有孚日山脉作为与法国的界线，但是与德国并没有类似的天然界线。因此阿尔萨斯在法国大革命以前，一直保留德国文化，经济上也较依赖德国。
1871年普魯士在普法戰爭中擊敗法國，佔領阿爾薩斯和洛林。後透過《法蘭克福條約》歸於新成立的德意志帝國。第一次世界大戰結束後，阿爾薩斯和洛林曾短暫宣告獨立。1919年，根據凡爾賽條約，此地又再度成為法國的領土。納粹德國1940年擊敗法國後，佔領此地至1945年，又復歸法國。

## 文化
根據1900年統計數據，在阿爾薩斯-洛林帝國直轄領的人口中，以德語和日耳曼語族為第一語言的人口為1,492,347人，佔總數的86.8%。以其他語言為第一語言的人口為219,638人，佔總數12.8%；其中法語及羅曼語族198,318人，佔11.5%；義大利語人口18,750，佔1.1%；德語及第二語言人口7,485，佔0.4%；波蘭語人口1,410，佔0.1%。
宗教信仰方面，在1910年當地總人口1,874,014中，羅馬天主教徒佔76.22%、新教徒21.78%（路德宗18.87%、喀爾文主義者2.91%）、猶太教徒1.63%、其他基督徒0.21%、無神論者0.12%。

## 行政區劃
阿爾薩斯-洛林帝國直轄領下轄三個专区（德語：bezirk）：
- 洛林专區（德語：Bezirk Lothringen）：首府梅斯
- 上阿尔萨斯专区（德語：Bezirk Oberelsaß）：首府科尔马
- 下阿尔萨斯专区（德語：Bezirk Unterelsaß）：首府斯特拉斯堡